# Volx

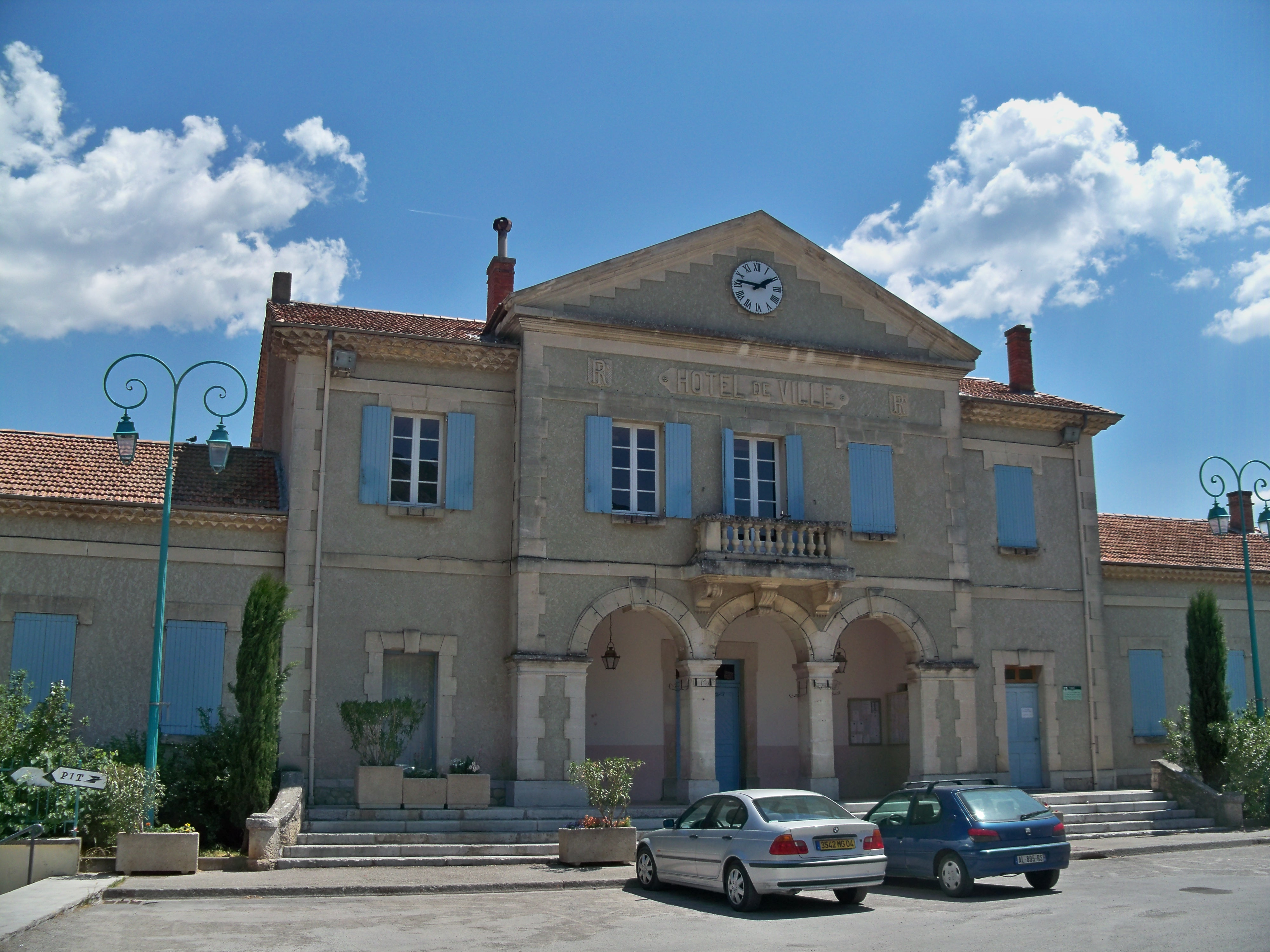
Rådhuset

Volx är en kommun i departementet Alpes-de-Haute-Provence i regionen Provence-Alpes-Côte d'Azur i sydöstra Frankrike. Kommunen ligger  i kantonen Manosque-Nord som ligger i arrondissementet Forcalquier. År 2022 hade Volx 3 227 invånare.

## Befolkningsutveckling
Antalet invånare i kommunen Volx
Referens: INSEE